# Hermanus Gerardus Broekman
Hermanus Gerardus Broekman (Groningen, 25 juni 1894 - Amsterdam, 22 september 1969) was een Nederlandse militair en Engelandvaarder.

## Oorlogsjaren
Tijdens de meidagen van 1940 was Broekman commandant 16e Batterij Luchtafweer bij Vlissingen/Souburg.

### Engelandvaart
Ten tijde van zijn Engelandvaart, in 1941, was hij groepscommandant van de Ordedienst in Amsterdam-Oost. Op 17 september 1941 vertrok hij vanuit Callantsoog in gezelschap van Jan Emmer, Armand E. (Ted) de Jong, Rudolph Elkar Sanders en Klaas Hendrik Schilp.
Luitenant-ter-zee Schilp beschikte over een boot. Emmer was reeds tewerkgesteld als chauffeur voor de Duitsers en beschikte over een vrachtauto. Emmer bood Schilp aan zijn boot te vervoeren op voorwaarde dat hij zelf mee mocht. De groep werd wat groter en toen de weersvoorspellingen goed waren, verzamelde de groep zich in Callantsoog. Hun eerste poging mislukte omdat de kar waarop de boot vervoerd werd een lekke band kreeg. Een paar dagen later werd weer een poging gewaagd. Toen ze aan de rand van de zee stonden, wilde de boot niet van de kar af. Ze hebben toen de boot met kar in het water geduwd en zijn weggevaren. De kar remde natuurlijk wel af, maar ze slaagden erin door de branding te komen. De motor deed het totdat de benzine op was. Nadat ze enkele uren geroeid hadden, kwam een Engelse mijnenveger hen ophalen. Ze werden bij Great Yarmouth aan wal gezet. Na verhoor op de Patriotic School werden ze op 26 september daar afgehaald voor ander verhoor. Op 3 oktober mochten ze bij de koningin op theebezoek. Ze hadden een Edammer kaas voor haar meegenomen.

### Bureau Inlichtingen
Hij werd in november 1942 de eerste directeur van het nieuw ingestelde Bureau Inlichtingen. Toen hij in 1943 gezondheidsproblemen kreeg, werd hij opgevolgd door Jan Marginus Somer. Na zijn aftreden bleef hij adviseur.

## Na de oorlog
Op 1 juli 1949 werd hij eervol ontslagen.

## Onderscheiding
Hij ontving in november 1941 het Bronzen Kruis.

## Persoonlijk
Op 11 april 1923 trouwde Broekman met de Zwitserse Elsa Martha Strub (1896-1945). Ze kregen twee zonen en twee dochters. In 1946 hertrouwde hij met Elisabeth van Furth (1906-onbekend).